# Sielsowiet Porzecze (rejon grodzieński)
Sielsowiet Porzecze (biał. Парэцкі сельсавет, ros. Поречский сельсовет) – sielsowiet na Białorusi, w obwodzie grodzieńskim, w rejonie grodzieńskim. Od północy graniczy z Litwą.

## Miejscowości
- agromiasteczko:
  - Porzecze
- wsie:
  - Babino
  - Białe
  - Chomąty
  - Czarnucha
  - Dubinka
  - Dziertnica
  - Hłuszniewo
  - Hoduny
  - Humniszcze
  - Lichacze
  - Łosiewo
  - Markiszy
  - Nowa Ruda
  - Pieresielce
  - Podbiałe
  - Rybnica
  - Sałacie
  - Sałamianka
  - Sobolany
  - Stara Ruda
  - Uzbiereż
  - Wierchpole
  - Zabłocie
  - Zapurwie